# Надіад
Надіад — місто в штаті Гуджарат, Індія, адміністративний центр округу Хеда. Місто управляється муніципалітетом Надіад. Він відомий Сантрам Мандіром, Май Мандіром, історичним храмом Свамінараян, побудованим у 1824 році, та Ашрамом Ананд і Харі Ом. Надіад також є місцем, де Шрімад Раджчандра створив Шрі Атмасіддхі Шатру, духовний трактат із 142 віршів у 1895 році. Надіад знаходиться в 90 кілометрах від Гандінагар, столиці Гуджарату. В місті є головний залізничний вузол і головна станція на Автомагістралі Ахмадабад–Вадодара. Це батьківщина Сардара Валлабхаі Пателя, першого заступника прем'єр-міністра Індії. Муніципалітет Надяд був заснований у 1866 році.

## Клімат
Надіад зазвичай має м’яку зиму та дуже жарке літо, в середньому від 32 °C до 46 °C і середня кількість опадів від 70 до 120 сантиметрів.